# Liry
 Liry  es una población y comuna francesa, en la región de Champaña-Ardenas, departamento de Ardenas, en el distrito de Vouziers y cantón de Monthois.

## Demografía
| 540                       | 522 | 523 | 459 | 457 | 472 | 461 | 455 | 405 | lac. | lac. | 356 | 303 | 302 | 298 | 274 | 265 | 261 | 262 | 259 | 257 | 217 | 243 | 206 | 179 | 187 | 185 | 181 | 145 | 119 | 119 | 106 | 96 | 106 |
| (Fuente: Cassini e INSEE) |     |     |     |     |     |     |     |     |      |      |     |     |     |     |     |     |     |     |     |     |     |     |     |     |     |     |     |     |     |     |     |    |     |